# Ред и закон: Злочиначке намере (1. сезона)
Прву сезону серије Ред и закон: Злочиначке намере, америчке полицијско-процедуралне телевизијске серије, развили су Дик Волф и Рене Балсер. Емитовање је почело 30. септембра 2001. на НБЦ-у, националној телевизијској мрежи у Сједињеним Државама. Ово је други огранак дуготрајне криминалне драме Ред и закон.
Серија прати измишљено Одељење за тешка кривична дела њујоршке полиције које истражује случајеве убистава високог профила. Прва сезона од двадесет и две епизоде завршила је своје премијерно емитовање 10. маја 2002. Четворо глумаца ушли су у главну поставу у првој сезони: Винсент Д'Онофрио, Кетрин Ерб, Џејми Шериден и Кортни Б. Венс.
Епизоде приказују детективе Роберта Горена (Д'Онофрио) и Александру Имс (Ербова) као главне истражитеље одељења. Капетан Џејмс Дикинс (Шеридан) је непосредни надзорник детектива и шеф Одељења за тешка кривична дела. Помоћник окружног тужиоца Рон Карвер (Венс) често покушава да добије признања од осумњичених, уместо да их изведе на суђење. Серија се усредсређује на радње и побуде злочинаца и подједнако дели време пред екраном између осумњичених и жртава и полицијске истраге.
Сезона је снимана на местима по Њујорку. Призори смештени у одељењу снимани су у студију у Челси Пирсу на Менхетну.
Сезона је номинована за четири награде и неки рецензенти су је описали као најзадивљујућу од свих Ред и закон серијала. Продата је бројним телевизијским станицама широм света, а прилагођена је у варијанте у Русији и Француској. У САД је дистрибуиран на бројним кабловским каналима. ДВД комплет сезоне 1 објављен је у Америци 21. октобра 2003. године, а епизоде су доступне за куповину у америчком iTunes Store-у и Amazon Video on Demand.

## Продукција
Ред и закон: Злочиначке намере је трећа серија у франшизи крими-драме Ред и закон коју је створио Дик Волф 1990. Развио ју је са Ренеом Балсером који је почео да ради на изворној серији током њене прве сезоне. Током свог времена у серији Ред и закон, Балсер је унапређен у главног сценаристу, директора серије и извршног продуцента пре него што је отишао 2000. Вести о новој серији су се први пут појавиле крајем 2000. године када је објављено да се НБЦ, емитер серија Ред и закон и Ред и закон: Одељење за специјалне жртве, обратио "Wolf Films"-у и САД Студију о другом огранку.
Балсер и Волф су замислили Ред и закон: Злочиначке намере као полицијску процесну крими-драму која прати посебно одељење секретаријата унутрашњих послова Њујорка: 'Одељење за тешка кривична дела' и његове истраге у случајевима убистава високог профила, као што су они који укључује ВВ особе, званичнике и запослене у месним властима и људе који раде у финансијској индустрији и свету уметности и забаве. За разлику од других серија у франшизи Ред и закон, Ред и закон: Злочиначке намере посвећује значајну пажњу поступцима и побудама злочинаца, уместо да се првенствено усредсређује на полицијску истрагу и суђење. Епизоде не садрже суђења и завршавају се признањима, а не нагодбама или пресудама.
Снимање је почело у јануару 2001. на местима у Њујорку и околини користећи месне боје. Главни студио за одељење налази се на Пристаништу 62 луке Челси на Менхетну. Првобитно је наручено тринаест епизода и завршене су до априла 2001. како продукција не би била заустављена могућим штрајком Удружења сценариста Америке. Балсер је био директор серије, извршни продуцент и главни сценариста прве сезоне. Волф је такође био заслужан као извршни продуцент као и у свим другим Ред и закон серијама. Прва сезона дала је заслуге извршним ко-продуцентима Петру Јанковском, Фреду Бернеру, Џефрију Најгеру и Артуру В. Форнију. Џон Л. Роман, Роз Винмен и Ерик Овермајер су именовани за продуценте док је Мајкл Кјули био копродуцент. Тереза Рекеб и Марлејн Мајер су биле саветнице продукције. Дванаесторо људи је режирало, а деветоро написало двадесет и две епизоде. Константин Макрис је режирао четири епизоде, а Балсер је написао или писао са неким десет епизода.

## Глумачка постава
Ред и закон: Злочиначке намере није ансамбл серијал и стога се разликује од серија Ред и закон и Ред и закон: Одељење за специјалне жртве које су у главној постави имале шест односно осам глумаца током исте сезоне емитовања. Филмском глумцу Винсенту Д'Онофриу понуђена је главна улога детектива Роберта Горена, хиперинтуитивног савременог истражитеља типа Шерлок Холмс који је некада радио за војну полицију САД-а. Осим гостујуће улоге из 1998. у серији Одељење за убиства: Живот на улици, што му је донело избор за Еми, ово је била Д'Онофриова прва велика телевизијска улога. Горенову ортакињу, бившу детективку Одељења за пороке Александру Имс, је играла Кетрин Ерб која је управо завршила улогу осуђене убице Ширли Белинџер у серији Оз. Балсер је изјавио да је Ербова добила улогу Имсове јер је „само изгледала као права полицајка“. Кортни Б. Венс игра помоћника окружног тужиоца Рона Карвера који је дипломирао на правном факултету "Џон Џеј". Џејми Шериден је био последњи глумац који је добио главну улогу, улогу Џејмса Дикинса, "искусног" капетана њујоршке полиције. У епизодној улози, Лесли Хендрикс се појавила као помоћница специјалисте судске медицине Елизабет Роџерс. Исти лик је играла у друге две серије. Стивен Зирнкилтон говорио је уводни текст на почетку сваке епизоде: „У њујоршком рату против злочина, најгоре злочинце гоне детективи Одељења за тешка кривична дела. Ово су њихове приче“.

## Улоге
- Винсент Д'Онофрио као Роберт Горен
- Кетрин Ерб као Александра Имс
- Џејми Шериден као Џејмс Дикинс
- Кортни Б. Венс као ПОТ Рон Карвер

## Епизоде
| Бр. у серији | Бр. у сезони | Наслов                 | Редитељ           | Сценариста                                                                  | Премијерно емитовање | Прод. код | Бр. гледалаца (милиони) |
| --- | ------------ | ---------------------- | ----------------- | --------------------------------------------------------------------------- | -------------------- | --------- | ----------------------- |
| 1 | 1            | "Један"                | Џин де Сегонзек   | Синопсис: Рене Балкер Сценарио: Дик Волф                                    | 30. септембар 2001.  | E2101     | 12.80                   |
| Детективи Роберт Горен и Александра Имс истражују пљачку у кући у којој су погинула два станара и један лопов. Карл Атвуд, злочинац који је планирао пљачку обмањује полицију. Он их наводи да верују да је крађа повезана са мафијом, али детективи откривају превару када су пронашли тетоважу која показује да је Атвуд robijao у канадском затвору. Атвуд је прескочио условну слободу и прешао је границу. Горен и Имсoва су разговарали са Атвудовом девојком Ђиом и саопштили јој да се Атвуд у затвору заразио сидом и да ју је заразио. Обећали су јој да ће бити попустљиви према њој и да ће је лечити ако им помогне да га ухапсе. Она успева да се састане са Атвудом, а када су се појавили купци дијаманата, Горен и Имсова их све хапсе. Затим обавештавају Ђиу да није заражена ХИВ-ом. |              |                        |                   |                                                                             |                      |           |                         |
| 2 | 2            | "Уметност"             | Дејвид Плат       | Елизабет М. Косин                                                           | 7. октобар 2001.     | E2110     | 11.30                   |
| Ен Елис и Бернард Џексон, два аутентификатора уметности, пронађени су мртви. Један је обешен, а други упуцан у груди. Први докази указују на убиство и самоубиство, а истрага доводи Горена и Имсову до кривотворене слике Клода Монеа. Детективи сумњиче немачког власника уметничке галерије Рудија Лангера који указује да је кривотворац жена, али неће да је именује. Горен открива да је кривотворка Силвија Мун, бивша Џексонова ученица чија је цимерка из уметничке школе извршила самоубиство вешањем. Пошто се суочио са Муновом и Лангером на месту убиства, Мунова открива да је Лангер убио Џексона и Елисову. |              |                        |                   |                                                                             |                      |           |                         |
| 3 | 3            | "Угушена"              | Мајкл Филдс       | Мерлејн Гомард Мајер                                                        | 14. октобар 2001.    | E2111     | 14.50                   |
| Екипа за тешка кривична дела истражује убиство Лоис Ромни, труднице која је одустала од зависности од дроге и бори се да остане чиста. У почетку је изгледало да је убица жртвин неуравнотежени дечко наркоман Дејл ван Акер, а капетан Дикинс је рекао Горену и Имсовој да затворе случај. Одлучујући да смрт труднице заслужује више пажње, њих истрага доводи до дечкове богате и доминантне мајке из отменог друштва Присиле и његовог очуха. Горен сумња да је Присила, социопата која није одобравала девојку свог сина, сковала заверу да је убије и подметнула свом мужу. |              |                        |                   |                                                                             |                      |           |                         |
| 4 | 4            | "Верница"              | Константин Макрис | Стефани Сенгупта                                                            | 17. октобар 2001.    | E2104     | 19.30                   |
| Горен и Имсова истражују смрт службеника католичке цркве Мориса Абернетија. Посумњали су на Кевина Донована, лопова и наркомана који ради у цркви све док га нису пронашли убијеног у његовом стану. Када су Горен и Имсова зашли у црквене послове, открили су проневеру новца из фондова за прикупљање и верују да је Абернети покушао да смести Доновану. Када су схватили да је неко извршио последње обреде над Доновановим телом, детективи су дошли до свештеника који покушава да сакрије двадесетогодишњу тајну. |              |                        |                   |                                                                             |                      |           |                         |
| 5 | 5            | "Џоунс"                | Френк Принзи      | Синопсис: Џефри Најгер Сценарио: Џефри Најгер и Рене Балкер                 | 21. октобар 2001.    | E2114     | 13.10                   |
| Детективи Горен и Имсова истражују убиство лепе, ситне жене пронађене удављене у кади. Неколико дана касније, друга ситна жена је пронађена гола насукана на обалу, а затим је уследио проналазак задављене треће жене, а затим и четврте жртве. Откривено је да се и друга жртва удавила у кади и пронађена је везу између све четвири – Хенри Талбот, насилни заступник зависник од дрога који је био њихов дечко који је узимао новац од свих да би могао да прехрани своју зависност од коцкања. У немогућности да добију помоћ од његове супруге која не верује, детективи морају да се тркају са временом како би прикупили доказе пре него што он убије и пету жену. |              |                        |                   |                                                                             |                      |           |                         |
| 6 | 6            | "Супер човек"          | Џин де Сегонзек   | Мерлејн Гомард Мајер                                                        | 28. октобар 2001.    | E2106     | 12.60                   |
| Детективи Горен и Имсова истражују убиство човека пронађеног претученог на смрт у хотелској соби. Изгледа да је жртва био Дидије Фуко, швајцарски преварант који је преварио скупину богатих улагача и имао романсе са њиховим женама, али даљи докази откривају да мртвац није Фуко већ његов помоћник Феликс Перез. Детективи откривају да су улагачи унајмили убицу да научи Фука тешку лекцију, али да је он сазнао за напад и послао Переза у његову хотелску собу уместо њега. Убица је напао Переза, али га је оставио живог, а Горен почиње да сумња да се Фуко вратио у хотел и убио га. ПОТ Карвер оптужује улагаче за лажно убиство у покушају да намами Фука да се појави како би могли да га ухапсе за Перезово убиство. |              |                        |                   |                                                                             |                      |           |                         |
| 7 | 7            | "Отров"                | Глорија Музио     | Стефани Сенгупта                                                            | 11. новембар 2001.   | E2108     | 11.80                   |
| Детективи Ед Грин и Лени Бриско из 27. испоставе пријављују сумњиво тровање цијанидом Одељењу за тешка кривична дела. Када су се у болници догодиле друге смрти од цијанида, Горен и Имсова првобитно сумњају на Колин Брекстон, медицинску сестру која одговара типичном профилу злочинца, али тровања су се наставила док је Брекстонова била у притвору. Извор цијанида је довео до низа таблета Некедрол без рецепта. Истрага се окреће породицама жртава која детективе води до удовице по имену Труди Померански. Детективи откривају да је убила свог мужа и тужила друштво за лекове, а затим је превезла друге кутије истих лекова по граду у покушају да прикрије убиство и ојача своју тужбу. Док је користила свој новац од тужбе да купи франшизу одеће за бебе, ухваћена је како шаље писмо са цијанидом у часопис Леџер. Она је касније ухапшена док је отварала своју радњу пошто је њен уговор о франшизи поништен због моралне клаузуле када је њена мајка сматрана осумњиченом. |              |                        |                   |                                                                             |                      |           |                         |
| 8 | 8            | "Прича о помиловању"   | Стив Шил          | Тереза Ребек                                                                | 18. новембар 2001.   | E2112     | 12.80                   |
| Истраживачки новинар и његова девојка су побијени на улици, а детективи су сазнали да је извештач раније откривао мићење у полицији. Њихова истрага о смрти доводи до куповине и продаје помиловања и повезаности са организованим криминалом. Када их је истрага довела до кабинета гувернера државе, капетан Дикинс наређује детективима да се повуку са случаја, али Карверова радна етика га доводи у сукоб са Гореном и Имсовом. |              |                        |                   |                                                                             |                      |           |                         |
| 9 | 9            | "Добар лекар"          | Константин Макрис | Џефри Најгер                                                                | 25. новембар 2001.   | E2103     | 14.00                   |
| Горен и Имсова истражују нестанак прељубничке жене пластичног хирурга зависне од дроге. Иако лекар каже да је покушао да пронађе своју жену, детективи сумњају да лаже, поготово кад су открили да има и тајну љубавницу, али се боре да пронађу било какве недостатке у његовом покрићу. Неколико недеља касније, делови тела распаднуте жене испливали су на обалу па су детективи организовали штампање лажне приче у новинама, тврдећи да су од нестале жене. Детективи чекају реаговање мужа када прочита чланак у нади да ће моћи да окрену његову снажну сујету против њега и открити истину. |              |                        |                   |                                                                             |                      |           |                         |
| 10 | 10           | "Унутрашњи непријатељ" | Џон Дејвид Колс   | Дејвид Блек                                                                 | 9. децембар 2001.    | E2107     | 10.80                   |
| Одељење за тешка кривична дела истражује смрт Харолда Стернмана, старијег и параноичног банкара који је погинуо у поткровљу своје луксузне стамбене зграде током подметнутог пожара. Истрага доводи Горена и Имсову до Харолдове дисфункционалне породице коју чине његова млада жена Кит, његов син алкохоличар Едвард и Рик Зејнер, Харолдов лични неговатељ. Када је Китин и Едвардов ДНК пронађен у Харолдовом кревету, детективи сумњају да их је Харолд користио као доказ за развод од Кит, али и Кит и Едвард поричу да су спавали. Едвард је педер. Сумња пада на Зејнера који признаје да је спавао са Едвардом и окренуо три члана породице један против другог да се освети Харолду јер није испунио обећање да ће написати препоруке за његове синове да упишу елитну приватну школу. Пошто је повећао Харолду количину лека што га је учинило још тескобнијим и параноичнијим него иначе, навео је Харолда да верује да га Кит вара са рођеним сином. Кит је тада склопила заверу са Едвардом да га убије како би могла да добије наследство, а Едвард би добио зграду коју би могао одмах да прода. |              |                        |                   |                                                                             |                      |           |                         |
| 11 | 11           | "Трећи коњаник"        | Константин Макрис | Рене Балкер                                                                 | 6. јануар 2002.      | E2115     | 12.30                   |
| Горен и Имсова истражују убиство лекара који је извршио побачај који је упуцан у свом стану. Детективи су уверени да је за то крив активиста против побачаја и почињу да га прате преко његових веза. Када су пронашли други пиштољ, посумњали су да снајпериста није постигао свој коначан циљ. Докази одводе детективе у потрагу за убицом пре него што неко други постане следећа жртва. У међувремену, Горен покушава да открије прави разлог беса револвераша, а ПОТ Карвер брине о томе да случај убиства претвори у испит о побачају пред поротом. |              |                        |                   |                                                                             |                      |           |                         |
| 12 | 12           | "Лудост"               | Стив Шил          | Рене Балкер                                                                 | 13. јануар 2002.     | E2102     | 13.30                   |
| Кардиохирург Лари Фелдман убијен је на Бар мицви свог сина Рикија. Горен и Имсова схватају да је Фелдман недавно прошао кроз горак развод и да је његова огорчена бивша супруга Џули веровала да је починио сексуално злостављање деце над њиховом ћерком Софијом. Како се њихова истрага продубљивала, њихова пажња се окренула ка Чарлсу Вебу, форензичком психијатру који често сведочи као вештак за ПОТ Карвера у кривичним суђењима. Детективи откривају да је Веб, пошто је постао опседнут Саром Линдстром, Џулином сестром, покушао да придобије њену наклоност помажући њеној сестри да добије старатељство над децом и унајмио је подмићеног детектива да убије Фелдмана. Када се суочио, Вебов заступник поставио је одбрану неурачунљивошћу и покушао да га пошаље у психијатријску болницу, али Горен је доказао да је изјашњавање о неурачунљивости лажно. |              |                        |                   |                                                                             |                      |           |                         |
| 13 | 13           | "Доушник"              | Јан Егелсон       | Елизабет М. Косин                                                           | 27. јануар 2002.     | E2105     | 13.00                   |
| Детективи истражују убиство Вортона Карлајла пронађеног избоденог на смрт у марини за јахте. Они су саслушали ћерку тинејџерку жртве Лили која често посећује ноћне клубове са зависношћу од дроге и алкохола. Током истраге, Горен и Имсова су посумњали на власника ноћног клуба који има блиске везе са организованим криминалом. Када су детективи дубље проучили случај, сматрају да је веза између девојке и власника клуба изазвала страхове жртве и да је узрок убиства. Међутим, није све онако како изгледа јер је главни осумњичени, Џон Хамптон, агент ФБИ-ја на тајном задатку који се представља као насилник да би се убацио у ланац трговине дрогом. Он би могао да буде главни кривац, али су се детективи и ФБИ сукобили око сукоба користи. |              |                        |                   |                                                                             |                      |           |                         |
| 14 | 14           | "Човек човеку вук"     | Дејвид Плат       | Рене Балкер                                                                 | 3. март 2002.        | E2113     | 11.60                   |
| У немогућности да прикупи новац за плаћање опасном лихвару Карлу Петиџону, берзански мешетар Лукас Колтер враћа се кући са јутарњег трчања и открива да је његова породица нестала. Колтерова свекрва одлази у Одељење за тешка кривична дела са сумњом да је породица отета ради откупа. Детективи Горен и Имсова покушавају да придобију Колтерову сарадњу, али он се више пута изговара и покушава да их избегне. Колтер прима телефонски позив од отмичара који почињу да прете животима његове породице и силују његову најстарију ћерку Меги. Колтер тражи помоћ од свог оца Мелвина да отплати лихвару и породица је враћена. како су у почетку патили од Стокхолмског синдрома, породица је порицала да да је била отета све док Горен није придобио поверење Меги која се присетила тетоваже свог силоватеља. Детективи су пронашли Петиџона док је одавао имена свог торбара. Када су ухапсили Симона Матића, бившег српског војника, он је нехотице открио своју тетоважу која одговара скици коју је дала Меги. |              |                        |                   |                                                                             |                      |           |                         |
| 15 | 15           | "Полу-стручно"         | Глорија Музио     | Синопсис: Стефани Сенгупта Сценарио: Стефани Сенгупта и Рене Балкер         | 10. март 2002.       | E2118     | 8.60                    |
| Тело судске службенице Емили Трудо пронађено је у кући њеног ожењеног љубавника, судије Питера Блејкмора, кандидата за отворено место у жалбеном суду. Горен и Имсова сматрају да је, упркос томе што их правна заједница високо цени као стручњака у области права интелектуалне својине, чланке за преглед закона који се приписују Блејкмору заправо написала Трудова. Истрага о убиству доводи Одељење за тешка кривична дела до Арнија Кокса, бившег осуђеника ниског профила који је повезан са једним од Блејкморових супарника за место у жалбеном суду судијом Раулом Сабателијем који је аутор низа међународно успешних криминалистичких романа. Упркос томе што је Кокс одбијао да сарађује и Карверовим позитивним осећањима према Сабателију, детективи настављају са својим случајем и откривају да је Сабатели био љут што је правна заједница желела да види Блејкмора на месту у жалбеном суду, а не њега. Док је Блејкморов успех дошао само због рођења у богатој породици са добрим везама, Сабатели сматра да је заслужио место јер је цео живот напорно радио да би дошао тамо где је данас без новца да се врати. Горен и Имсова откривају да је Сабатели пронашао неке од Трудоиних необјављених правних чланака у нади да ће касније доказати Блејкморов плагијат. |              |                        |                   |                                                                             |                      |           |                         |
| 16 | 16           | "Утвара"               | Хуан Џ. Кампанела | Синопсис: Мерлејн Гомард Мајер Сценарио: Мерлејн Гомард Мајер и Рене Балкер | 17. март 2002.       | E2116     | 11.90                   |
| Детективи Горен и Имсова истражују убиство пљачкаша банке пуштеног на услону слободу и убијеног само два дана након што је пуштен из затвора Синг Синг. Током истраге, Горен и Имсова посећују жртвину сестру Шарлот Филдинг и њеног дечка Џерија Ранкина, тајанствезног човека који живи двоструким животом. Ранкин наводи све да поверују да је он привредник Сједињених народа, али из СН-а говоре полицији Њујорка да немају сазнања о њему. Док су се детективи приближавали осумњиченом, открили су да су сви умешани у случај живели у заблуди, али да је Шарлотин брат знао истину. Иако је Ранкин очајнички желео одобрење своје деце, Горен сумња да он такође планира да их побије и мора да га одговори од тога убеђујући га да га виде као јунака. |              |                        |                   |                                                                             |                      |           |                         |
| 17 | 17           | "Напад"                | Мајкл Филдс       | Синопсис: Хал Пауел Сценарио: Хал Пауел и Рене Балкер                       | 31. март 2002.       | E2119     | 11.70                   |
| Детективи Горен и Имсова истражују убиство бисексуалке која је пронађена убијена у хотелској соби. Горен и Имсова прво примећују да убиство има карактеристике убиства које је починио затворени низни убица што изазива страх да је пронашао саучесника да настави свој посао док је у затвору. Истрага их доводи до института за истраживање људског понашања где откривају да је направљен низ огледа на човеку како би се открио главни узрок његовог лудила. Затим су детективи разговарали са директором института, надменим лекаром који се бори за јавни и научни кредибилитет, и његовом истраживачком помоћницом, стидљивом женом која је можда пала под чаролију убице и починила убиство као опонашатељ. Ипак, док ПОТ Карвер одуговлачи да спречи ослобађање затвореног човека, Горен и Имсова откривају доказе који би могли да укажу на највероватније решење. |              |                        |                   |                                                                             |                      |           |                         |
| 18 | 18           | "Јуче"                 | Џин де Сегонзек   | Синопсис: Тереза Ребек Сценарио: Тереза Ребек и Рене Балкер                 | 14. април 2002.      | E2117     | 10.30                   |
| Детективи Горен и Имсова истражују проналазак тела жене на обали Бронка. Жена изгледа везана и пажљиво умотана у пластичну цираду, а они откривају да је пријављен нестанак 20 година раније. Њено добро очувано тело показује знаке да је била подвргнута знатном физичкој мучењу пре него што је убијена. Остаци хемикалије на телу доводе Горена и Имсову до подрума куће у којој је она првобитно била сахрањена, а касније до наркомана чији су родитељи били власници куће. Када је и наркоман завршио убијен, детективи усредсређују своју истрагу на његовогог колегу са факултета и бившег професионалног шахисту који је сада успешан машински инжењер опредељен на контролу за кога се зна да је изненада нестао на неко време из своје породице. Човек који се раније дрогирао и сексуално напаствовао жене могао би бити повезан са два ранија случаја силовања са сличностима са убиством. |              |                        |                   |                                                                             |                      |           |                         |
| 19 | 19           | "Мушкост"              | Френк Принзи      | Синопсис: Стефани Сенгупта Сценарио: Стефани Сенгупта и Рене Балкер         | 21. април 2002.      | E2122     | 11.50                   |
| Детективи Горен и Имсова истражују случај обезглављене жене чије је тело нестало. Откривају да је жртва ћерка затвореног руског мафијашког боса. Прво су посумњали да је убијена пошто су објавили планове да напишу књигу која открива о породичном бизнису, а насилници су планирали напад банде да је убију, али их је очигледно неко претекао. Даља истраживања откривају да је један од њених претходних другова из приватне школе имао још већи разлог да је погуби. Горен и Имсова откривају да би се напет, самомучен магнат некретнинама могао плашити разоткривања сопствених мрачних тајни из детињства и његовог чудног алтер ега да је књига објављена. |              |                        |                   |                                                                             |                      |           |                         |
| 20 | 20           | "Значка"               | Константин Макрис | Синопсис: Мерлејн Гомард Мајер Сценарио: Мерлејн Гомард Мајер и Рене Балкер | 28. април 2002.      | E2124     | 13.40                   |
| Одељење за тешка кривична дела истражује самоубиство градског ревизора који је изгледа побио своју породицу, а затим и себе. Међутим, анализа места злочина указује другачији сценарио. Када су Горен и Имсова сазнали да је покојник открио бруку са пензијама у коју су умешани полицајци у пензији, траг их доводи до мићења у полицији. Када је извештај мртвог рачуновође Одељења за обезбеђење школа градског школског округа откривен, детективи су сазнали да је истраживао незакониту праксу полицајаца у пензији који су извлачили пензију док су истовремено извлачили и другу плату као службеници школског одељења. Докази о убиствима указују на шачицу бивших полицајаца, посебно на чврсту службеницу школе којој је хитно потребан новац да задржи своје ћерке у скупој приватној школи. |              |                        |                   |                                                                             |                      |           |                         |
| 21 | 21           | "Вера"                 | Ед Шерин          | Синопсис Тереза Ребек Сценарио: Тереза Ребек и Рене Балкер                  | 28. април 2002.      | E2121     | 15.30                   |
| Горен и Имсова истражују смрт богатог издавача убијеног аутобомбом. Током истраге откривају да је жртва убијена пошто је захтевао да упозна девојку са инвалидитетом коју је издржавао. Позната је као сироче и неухватљива пубертетлијка чије су личне трагедије изродиле најпродаваније књиге и профитабилне добротворне организације. Након разговора са једним од њених уредника, детективи почињу да сумњају да дотична девојка и не постоји. Нико не помиње да ју је икада срео. Детективи сумњају да њени хранитељи воде сложену превару. |              |                        |                   |                                                                             |                      |           |                         |
| 22 | 22           | "Одела"                | Стив Шил          | Рене Балкер                                                                 | 10. мај 2002.        | E2127     | 15.20                   |
| Горен и Имсова истражују напад и саобраћајну несрећу службеника за корпоративне финансије и убиство њеног дечка и наилазе на корпоративну рачуноводствену превару и шему превере акцијама. Службеница за корпоративне финансије Елизабет Досон истраживала је рачуноводствене неправилности своје корпорације и одбила је да потпише рачуноводствене извештаје. Без знања Досонове, њен корпоративни шеф и главни финансијски директор Џек Кроли ју је напао, убио њеног дечка и накнадно јој подметнуо то убиство. Кроли је понудио да јој обезбеди покриће ако потпише рачуноводствене извештаје. |              |                        |                   |                                                                             |                      |           |                         |

## Дистрибуција
Лора Фрајс из часописа Различитост прокоментарисала је разлику између ове серије и серија Ред и закон и Ред и закон: Одељење за специјалне жртве: „Прегледом побуда и намере, Ред и закон: Злочиначке намере користи личнији стил који га издваја од његове браће. Волфови ликови су озлоглашени лишен детаљних личних живота, али дебитантска [епизода] наговештава мало више интроспекције од стране ликова“. У часопису Недељна забава, Кен Такер је написао да је Ред и закон: Злочиначке намере најбоља серија године из франшизе Ред и закон и да је Ред и закон патио од уморних, дрвених представа глумаца са лошом хемијом, глума у серији Ред и закон: Злочиначке намер била је на „другом крају распона“. Обе сценаристе су коментарисала надмоћно присуство на екрану којим Д'Онофрио заповеда у првој епизоди: "Злочиначке намере до сада је самостална серија са Винсентом Д'Онофриом у средишту. [Он] изазива највећу пажњу, тежећи да засени Ербову" која је у пробној епизоди сведена на то да прати Горена са погледом задивљеним страхопоштовањем“, написала је Фрајсова док је Такер такође изјавио: „Д’Онофрио је тако ексцентрично забаван, чак и његова партнерка Кетрин Ерб изгледа очарана“, али се жалио да је Ербина улога мања од Д'Онофријеве, што је "Оз и доказује своју професионалну великодушност.“ Он је такође рекао да је Шериден „на сличан начин незадовољан и недовољно искоришћен“, али „Венс је сјајан [као Карвер] који чини да оптужени вену пред његовим елегантно образложеним унакрсним испитивањем.“
Прва епизода серије добила је четири одабира са три доделе награда. Епизоде „Верница“ и „Угушена“ су добиле похвале на додели награда Призма у категорији за најбољу епизоду ТВ драмске серије. Венс је одабран у категорији изванредног глумца у драмској серији за Изгледну награду 2002. године. Рене Балсер је номинован за Едгарову награду за епизоду "Одела". Режисерка избора глумаца Лин Кресел одабрана је на додели награда Артиос америчког друштва за избор глумаца у категорији за најбољи избор глумаца за елевизију у драмској пробној епизоди.

## Напомена
1. ↑  Епизода "Један" је унакрсна епизода са серијом "Ред и закон".
2. ↑  Епизода "Отров" је унакрсна епизода са серијом "Ред и закон".
3. ↑  Епизода "Значка" је унакрсна епизода са серијом "Ред и закон".